# Pêro Soares
Pêro Soares ist ein Ort und eine ehemalige Gemeinde (Freguesia) im portugiesischen Kreis Guarda. Die Gemeinde hatte 70 Einwohner (Stand 30. Juni 2011).
Am 29. September 2013 wurden die Gemeinden Pêro Soares, Vila Soeiro und Mizarela zur neuen Gemeinde União das Freguesias de Mizarela, Pêro Soares e Vila Soeiro zusammengeschlossen.